# Спортско-рекреациони центар Славија
Спортско-рекреациони центар Славија (скраћено СРЦ Славија; познат и као стадион Славија) је вишенамјенски стадион фудбалског клуба Славија у Источном Сарајеву, Република Српска, БиХ. 
Капацитет стадиона је 6.000 гледалаца. Стадион Славија је фудбалски и атлетски стадион. 

## Положај
Стадион се налази у улици Ђенерала Драже Михаиловића, у Насељу Старосједилаца у Источном Сарајеву. Стадион се налази на мјесту терена, некадашљег ОФК Лукавица, који је постојао прије рата. У непосредној близини стадиона, налазе се хотел "Еспања", ресторан "Кнез", студентски дом "Чича", а поред самог стадиона протиче ријека Лукавица.

## Историја
Управа фудбалског клуба Жељезничар, је након егзодуса српског становништва из Сарајева и околњих општина, прешла на територију Српског Сарајева који је припао Републици Српској, са намјером да ту клуб настави постојање. Први проблем који се појавио је био непостојање, адекватног фудбалског терена, на коме би како Жељезничар, тако и Славија играли утакмице. Славија је своје утакмице током рата играла на терену бившег ОФК Лукавица. 
1996. године фудбалски клуб Жељезничар кренуо је у изградњу стадиона. Прва локација стадиона је била на територији општине Српска Илиџа, а на простору данашње аутобуске станице Источно Сарајево и насеља Соко. Од тог плана се одустало и одлучено је да се нови стадион изгради на локацији, терена бившег ОФК Лукавица. Стадион је отворен исте године, са много мањим капацитетом него што је данас. У годинама посље рата, фудбалски клубови Жељезничар и Сарајево су се фузионисали у Славију, њихов играчки кадар је прешао у Славију, а нови стадион у Српском Сарајеву, је такође постао власништво Славије. Током наредних година, стадион је надограђиван, терен реконструисан, у највећој мјери 2004. године, и 2008. године, када је обиљежено сто година постојања фудбалског клуба Славија. Тада је стадион добио данашњи препознатљиви изглед, на коме своје утакмице игра Славија.

## Капацитет
Данашњи капацитет Спортско-рекреационог центра Славија, је 4000 мјеста за сједење и 2000 мјеста за стајање. Изграђене су три трибине, западна, сјеверна и јужна. На западној трибини су постављене столице и она је у централном дијелу наткривена. На западној трибини се налазе ВИП ложе. Навијачка група Славије, популарни Соколови, се налазе на сјеверној трибини.

## Галерија
- Градски стадион ФК Славије, мај 2004.
- Соколови на сјеверној трибини стадиона.